# Nieuwpoort
Nieuwpoort är en flamländsk stad i Belgien, 15 kilometer sydväst om Ostende.
Nieuwpoort är känt för slaget om Nieuwpoort den 2 juli 1600 och striderna som utkämpades här i slutet av oktober 1914, då belgiska trupper under Yserstriderna försvarade området mot tyska trupper och lyckades hejda dessa genom att sätta området under vatten.
Den gamla stan finns vid floden Yser och den nya stadsdelen "Nieuwpoort-Bad" ligger vid havet. Småbåtshamnen är den största i området med nästan 2000 kajplatser.